# Comité européen de normalisation
Pour les articles homonymes, voir CEN.
Le CEN ou Comité européen de normalisation (en anglais European Committee for Standardization ; en allemand Europäisches Komitee für Normung), dont le siège se situe à Bruxelles, fut créé en 1961 afin d'harmoniser les normes élaborées en Europe. Tous ses membres nationaux – qu'ils soient membres de plein droit, affiliés ou organismes de normalisation partenaires – sont également membres de l'Organisation internationale de normalisation (ISO).

## Organisation
Le CEN fut fondé à l'origine par les organismes nationaux de normalisation de la France, de l'Allemagne et des pays du Benelux. Il s'est depuis élargi, et ses membres de plein droit sont actuellement les organismes nationaux de normalisation des 27 États membres de l'Union européenne (UE) et des trois pays de l'Association européenne de libre-échange (AELE) qui disposent d'un organisme de normalisation (nommément la Suisse, la Norvège et l'Islande). Dans le cadre de leur procédure d'adhésion à l'Union européenne et de la reprise de l'acquis communautaire, les organismes de normalisation turc et macédonien sont devenus membre du CEN respectivement en janvier et juillet 2012, portant le nombre total de membres de plein droit à 33.
Le CEN contribue aux objectifs fixés par l'UE et les pays de l'AELE en élaborant des normes techniques volontaires – appelées normes européennes, normes EN ou euronorms – en faveur des échanges internationaux et de la concurrence, de la sécurité des travailleurs et consommateurs, de l'interopérabilité des réseaux (poste, chemins de fer, réseaux routiers, transport de l'énergie, de l'eau et des autres ressources, etc.), de la protection de l'environnement, de la recherche et des programmes de développement, et des conditions d'accès aux marchés et aux financements publics.
Un grand nombre de normes européennes dites « harmonisées » permettent également aux acteurs du marché d'appliquer la législation européenne[pas clair] à laquelle sont subordonnés leurs produits ou services (voir Les normes européennes).

## Les normes européennes
Les normes produites par le Comité européen de normalisation sont reconnaissables à leur préfixe EN. Elles sont obligatoirement reprises à l'identique dans les collections des membres nationaux du CEN, qui les diffusent en tant que normes nationales. Par exemple, une norme européenne EN . . . . .  sera intégrée dans la collection AFNOR (l'organisme français de normalisation) et diffusée en France sous la référence NF EN . . . . . .
Dans certains cas, les normes européennes sont utilisées dans le cadre des directives européennes dites « Directives nouvelle approche », qui s'accompagnent d'un mandat de normalisation délivré au CEN par la Commission européenne. Ces directives énoncent des exigences essentielles auxquelles les produits doivent obligatoirement satisfaire pour être mis sur le marché. Or, si un produit est démontré conforme à certaines normes européennes (appelées « normes harmonisées »), il est automatiquement réputé conforme aux exigences essentielles contenues dans les directives en question. Les normes harmonisées sont citées au JOUE, qui indique à quelle directive chaque norme permet de se conformer.
Ce procédé de référence aux normes évite un surcroît de règlementation et ne bride pas l'innovation technologique. En effet, à l'instar des normes nationales et internationales, les normes européennes font l'objet d'un examen systématique (tous les 3 à 5 ans) à l'issue duquel elles sont maintenues, retirées de la collection, ou mises à jour. Les moyens de conformité à une directive européenne peuvent donc être perfectionnés en fonction des progrès technologiques, sans toutefois que la directive elle-même doive être modifiée.

## Rapprochement avec le CENELEC
Les travaux du CEN sont complétés par ceux du Comité européen de normalisation électrotechnique (CENELEC).
Lors de leurs Assemblées Générales respectives de juin 2007 à Chypre, le CEN et le CENELEC ont décidé d'un rapprochement dans le but de « renforcer les valeurs et les principes de la normalisation européenne » afin de « constituer un système européen de normalisation ouvert, flexible, dynamique et capable de répondre aux enjeux des technologies émergentes dans un contexte d'intense mondialisation. » L'accord s'est matérialisé par la création d'un groupe de travail chargé de se pencher sur l'utilisation optimale des ressources lors du processus d'élaboration des normes, d'un comité chargé d'étudier les enjeux extérieurs de la normalisation, et d'une campagne promotionnelle,.
Depuis le 1er janvier 2010, les secrétariats du CEN et du CENELEC sont assurés par une structure commune : le CEN-CENELEC Management Centre (CCMC).

## Les marques
Le marquage CE, apposé par le fabricant sur son produit, est la preuve que ce produit a été reconnu conforme aux exigences essentielles de la Directive européenne relative à la classe de produits en question.
La marque délivrée par le CEN est distincte du marquage CE. Il s'agit de la Keymark, une marque volontaire de qualité pour les produits et services. Un produit ou service affichant la Keymark a ainsi été certifié conforme à une ou plusieurs normes européennes.
Le marquage CE ne garantit pas une conformité à la norme EN. Pour vérifier en quoi la machine est conforme à la directive CE, il faut consulter le certificat de conformité qui peut être rempli par une tierce partie ou le fabricant même selon les règles d'auto-certification établies par CE.

## Les membres nationaux

### Les membres de plein droit
Sont admis en tant que membres de plein droit du CEN : les organismes nationaux de normalisation qui sont membres de l'ISO et représentent un pays de l'Union européenne ou de l'AELE (ou candidats à l'UE ou l'AELE). Les membres de plein droit sont donc les 28 organismes nationaux de normalisation des pays de l'Union européenne, 3 pays de l'AELE qui disposent d'un tel organisme membre de l'ISO (la Suisse, l'Islande et la Norvège) et 2 pays candidats à l'Union européenne (la Turquie et la Macédoine du Nord).
| - Allemagne : DIN (Deutsches Institut für Normung e.V.) - Autriche : ASI (Austrian Standards International) - Belgique : NBN (Bureau de normalisation/Bureau voor Normalisatie), anciennement IBN (Institut belge de normalisation) - Bulgarie : BDS (Bulgarian Institute for Standardisation) - Chypre : CYS (Cyprus Organisation for Standardisation) - Danemark : DS (Dansk Standard/Danish Standards) - Espagne : AENOR (Asociación Española de Normalización y Certificación) - Estonie : EVS (Estonian Centre for Standardisation) - Finlande : SFS (Suomen Standardisoimisliitto r.y.) - France : AFNOR (Association française de normalisation), partie du Groupe AFNOR - Grèce : ELOT (Hellenic Organization for Standardization) - Hongrie : MSZT (Hungarian Standards Institution) - Islande : IST (Icelandic Standards) - Irlande : NSAI (National Standards Authority of Ireland) - Italie : UNI (Ente Nazionale Italiano di Unificazione) | - Lettonie : LVS (Latvian Standards Ltd) - Lituanie : LSD (Département de normalisation lituanien) - Luxembourg : ILNAS (Institut luxembourgeois de la normalisation, de l’accréditation, de la sécurité et qualité des produits et services) - Malte : SMI (Standards and Metrology Institute) - Pays-Bas : NEN (Nederlands Normalisatie-instituut) - Norvège : SN (Standard Norway) - Pologne : PKN (Polish Committee for Standardization) - Portugal : IPQ (Instituto Português da Qualidade) - République tchèque : ÚNMZ (Czech Office for Standards, Metrology and Testing) - Roumanie: ASRO (Association roumaine de normalisation) - Royaume-Uni : BSI (British Standards Institution), partie du BSI Group - Slovaquie : ÚNMS SR (Slovak Standards Institute) - Slovénie : SIST (Slovenian Institute for Standardization) - Suède : SIS (Swedish Standards Institute) - Suisse : SNV (Schweizerische Normen-Vereinigung) |

Notes :
- Le Liechtenstein (le membre de l'AELE qui ne dispose pas d'organisme national de normalisation) est représenté indirectement par la Suisse, Monaco par la France, Saint-Marin par l'Italie, et Jersey, Guernesey et l'Île de Man par le Royaume-Uni.
- Andorre n'a pas de représentant déclaré. En pratique, cette Principauté se satisfait des normes européennes appliquées aux produits échangés avec la France et l'Espagne (et autorise aussi les échanges avec d'autres pays appliquant d'autres types de normes), sauf en cas de stipulation contraire dans sa législation, qui n'exige pas la conformité CE de toutes les classes de produits.

### Les affiliés
Sont admis en tant qu'affiliés du CEN : les organismes nationaux de normalisation qui sont membres de l'ISO et représentent un pays défini dans la politique européenne de voisinage entretenant des relations avec l'UE ou l'AELE. Le CEN et l'organisme national affilié entretiennent une coopération renforcée et participent à des ateliers et programmes communs de développement et d'harmonisation.
| - Albanie - Croatie - Macédoine du Nord - Turquie - Bosnie-Herzégovine | - Moldavie - Monténégro - Serbie - Ukraine - Arménie - Égypte | - Israël - Jordanie - Liban - Tunisie - Géorgie - Maroc |

Le nombre des affiliés fut un temps considérablement réduit à la suite de l'élargissement de l'Union européenne, processus par lequel nombre d'entre eux se sont vu accorder le statut de membres de plein droit. Plus récemment, le statut d'affilié fut étendu et accordé à tous les anciens « organismes de normalisation partenaires » qui étaient membres de l'ISO et représentaient des pays non membres de l'EEE (Espace économique européen, c'est-à-dire l'ensemble UE + AELE) mais proches de celui-ci. La condition était qu'ils acceptent les exigences liées à leur affiliation au CEN et à une coopération économique renforcée avec les pays et institutions de l'EEE. Une de ces exigences est l'application de certaines directives européennes qui référencent des normes européennes et dont ils peuvent devenir parties signataires en vue de les intégrer dans leur législation nationale.

### Les organismes de normalisation partenaires
Sont admis en tant qu'organismes de normalisation partenaires : les organismes nationaux de normalisation qui sont membres de l'ISO mais ne pourront probablement jamais devenir membres de plein droit ni affiliés du CEN pour des raisons politiques ou géographiques. La coopération bilatérale avec ces organismes vise à l'harmonisation de certaines normes essentielles dans un cadre plus vaste que le seul territoire européen – mais sans tenir compte des références aux directives européennes qui les citent et les revêtent d'un caractère obligatoire sur le territoire de l'UE et de l'AELE.
Les organismes de normalisation partenaires ont le droit de participer aux travaux d'élaboration des normes européennes, pour autant qu'ils intègrent en tant que normes nationales les normes européennes auxquelles ils ont contribué.
- Australie

## Les membres associés
Outre les organismes nationaux de normalisation représentant les intérêts des pays dont ils sont issus, le CEN accepte des membres associés (de nature et d'activité paneuropéennes) représentant différents secteurs ou branches d'activité et de population. Ils s'engagent à promouvoir les activités de normalisation du CEN dans leurs secteurs respectifs, et peuvent participer à l'Assemblée générale sans droit de vote.
- Organisations de consommateurs : ANEC (European Association for the Co-ordination of Consumer Representation in Standardisation)
- Défenseurs de l'environnement : ECOS  (European Environmental Citizens Organisation for Standardisation)
- Industrie du bâtiment et de la construction : FIEC (European Construction Industry Federation)
- Industrie de la chimie : CEFIC (European Chemical Industry Council)
- Industrie de technologie médicale : EUCOMED  (European Medical Technology Industry Association)
- Petites et moyennes entreprises : NORMAPME (European Office of Craft, Trades and Small and Medium-sized Enterprises for Standardisation)
- Syndicats et chambres de commerce : ETUI-REHS (European Trade Union Institute for Research, Education and Health and Safety)

## Voir également